# Aristides Brezina
Maria Aristides Brezina (*4 de mayo de 1848 en Viena, Austria-†25 de mayo de 1909 en Viena) fue un mineralogista austríaco. Comienza estudios de física y matemáticas en la Universidad de Viena, y en 1868 se traslada a Alemania, donde se doctora en la Universidad de Tubinga en 1872. En 1878 sucede a Gustav Tschermak como encargado de la colección de meteoritos del Museo de Historia Natural de Viena, y entre 1874 y 1892 es profesor de cristalografía en la Universidad de Viena. Entre 1889 y 1896 fue director del Departamento de Mineralogía y Petrografía.
Junto con los mineralogistas alemanes Gustav Rose y Gustav Tschermak construye la clasificación de meteoritos Rose-Tschermak-Brezina, que se basaba en criterios como la textura o el color. Fue el primero en usar el término "Acondrita" para referirse a los meteoritos que carecían de cóndrulos. Un mineral presente en los meteoritos, la brezinaita (sulfuro de Cr) recibe ese nombre en su honor.